# Svenskøya

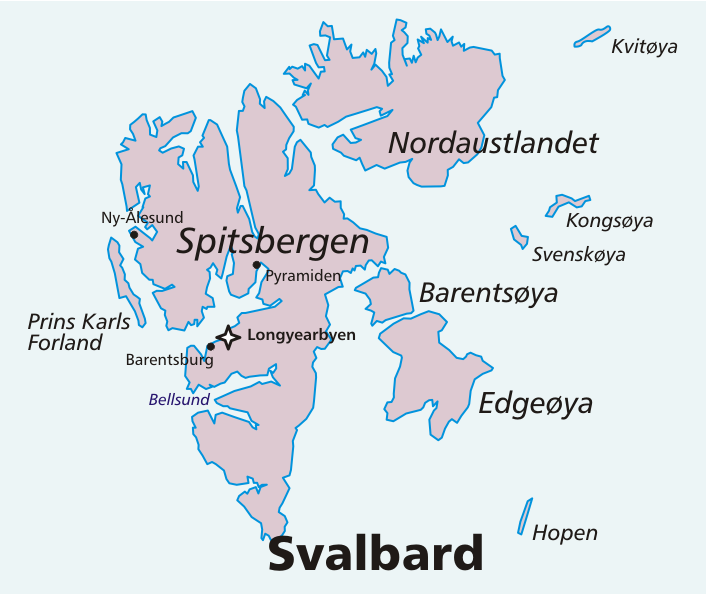
Lägeskarta

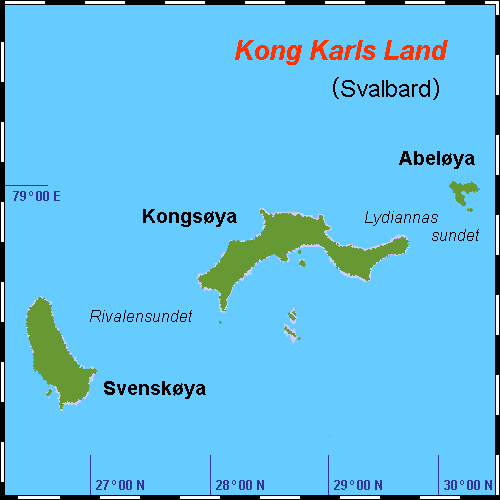
Kong Karls Land

Svenskøya (svenska Svenskön) är en ö i ögruppen Kong Karls land i nordöstra Svalbard. Ögruppen har den största populationen av isbjörn i hela Svalbard.

## Geografi
Svenskøya ligger cirka 247 km nordöst om Longyearbyen och cirka 80 km sydöst om Nordaustlandet i Barents hav i Norra ishavet.
Den obebodda ön har en area på cirka 137 km² varav 2 km² är istäckt. Ön utgör den västra ön i ögruppen. Den högst belägna punkten på Svenskøya är Mohnhøgda (285 meter) som är uppkallat efter meteorologen Henrik Mohn.
Ön består av sedimentära bergarter från Mesozoikum och basaltsten och har endast mycket lite växtlighet.
Förvaltningsmässigt ingår Svenskøya i naturreservatet Nordaust-Svalbard naturreservat.

## Historia
Ögruppen upptäcktes möjligen redan 1617 av engelske valfångaren Thomas Edge som då döpte området till Wiches Land. Ögruppen föll därefter i glömska.
1853 återupptäckte norske sälfångaren Erik Eriksen ögruppen igen utan att närma sig den. Den 27 juli 1859 blev Eriksen den förste att landstiga på Svenskøya.
Svenskøya besöktes därefter av flera expeditioner däribland en engelsk under ledning av Arnold Pike 1897 och tyska "Helgolandexpeditionen" under ledning av Römers och Schauginns 1898.
1973 inrättades Nordaust-Svalbard naturreservat.
Den 1 juli 1985 instiftades totalt landstigningsförbud på hela ögruppen. Förbudet gäller alla öar och skär och inkluderar även havsområdet 500 meter från land.